# Безуб'як Тарас Михайлович
Безуб'як Тарас Михайлович (нар. 25 липня 1955, м. Чортків) — український радянський футболіст. Відомий радянський та російський футбольний арбітр, один з найавторитетніших арбітрів Росії 1990-х років. Арбітр міжнародної категорії, арбітр ФІФА. Директор СДЮШОР «Зміна» (рос. «Смена») (2005-2006), інспектор РФПЛ та директор Малоохтинського професійного ліцею,.

## Ранні роки
Тарас у дитинстві захоплювався ігровими видами спорту, зокрема футболом. У дитинстві брав участь у республіканському фіналі турніру «Шкіряний м'яч» (рос. «Кожаный мяч»).

## Кар'єра гравця
У 1973 році отримав запрошення до юнацької команди чернівецької «Буковини», але того ж року був призваний до війська. Служив на флоті в Кронштадті. Брав участь у відкритому чемпіонаті міста у складі «Севкабеля», який тренував його майбутній колега Олексій Румянцев. Одного разу виграли міжрайонну першість міста на Неві.

## Суддівська кар'єра
Одного разу на матч не прийшов арбітр, а Тарас тоді був травмований. Тоді Безуб'як вперше узяв свисток до рук. Ще під час служби у війську отримав суддівську категорію. Після демобілізації у Ломоносові, де він тоді мешкав, придбав книгу Миколи Латишева «Практика футбольного арбітра» і тоді вже вирішив продовжити кар'єру футбольного арбітра на більш серйозному рівні. Прийшов до Ленінградської суддівської колегії та вже невдовзі отримав перше призначення на матч першості Ленінграда. Так розпочалася суддівська кар'єра Тараса Михайловича.
Професійно суддівством займається від 1977 року. У 1982 році отримав рекомендацію обслуговувати ігри другої ліги чемпіонату СРСР. У 1980-х роках закінчив Ленінградський державний педагогічний університет ім. Герцена та у 1988 році очолив ПТУ №2 у Колпінському районі м. Ленінград. Того ж року отримав кваліфікацію «арбітра всесоюзної категорії по футболу», а у 1992 році — став арбітром ФІФА. 
Дебют Тараса Безуб'яка, як головного арбітра у вищій лізі чемпіонату СРСР відбувся 18 квітня 1988 року на матчі московського «Динамо» та бакинського «Нефтчі», який закінчився мінімальною перемогою столичного клубу з рахунком 1:0. У рамках чемпіонатів та кубку СРСР обслуговував загалом 93 матчі, а у рамках чемпіонатів та Кубків Росії — 264 матчі. У списках кращих арбітрів сезону: СРСР — 1988, 1991; Росія — 1992—1996, 1998—2000. У 1992—2003 роках відсудив більше 40 міжнародних матчів. 
У 1997 році очолював дирекцію оргкомітету з відзначення 100-річчя російського футболу. 
Останній свій матч, який судив Тарас Михайлович, відбувся 16 жовтня 2003 року у рамках РПЛ між командами «Локомотив» (Москва) та «Шинник» (Ярославль), який закінчився перемогою «Локомотива» з рахунком 6:1. Після завершення кар'єри арбітра у 2003 році працює інспектором матчів.
Від 2013 року Безуб'як є членом судійської комісії судійсько-дисциплінарного комітету РФС.

## Викладацька діяльність
1 липня 2005 року призначений директором СДЮШОР «Зміна». На цій посаді він змінив Дмитра Бєсова, якого призначили на посаду заступника директора із загальних питань. Усі вважали, що Тарас Михайлович може ефективно та професійно керувати школою. Але вже у березні 2006 року до законодавчого зібрання Санкт-Петербурга надійшов лист від тренерів «Зміни», з проханням замінити директора. Суть претензій зводився до того, що Безуб'як абсолютно некомпетентний у питаннях керівництва спортшколою, намагається вчити футбольних ветеранів того, чим вони з успіхом займаються десятки років. Більш того — стиль його роботи настільки обурив 80% тренерів, що вони пообіцяли піти самі, якщо директора не усунуть.
У результаті, 19 квітня 2006 року, Тараса Безуб'яка усувають з посади директора «Зміни». Офіційне формулювання — «розірвання контракту з ініціативи роботодавця, відповідно до ст. 278 п. 2 Трудового кодексу РФ, за відсутності винних дій з боку Безуб'яка». Виконуючим обов'язків керівника спортшколи призначений завуч Володимир Варламов .
Від 2006 року Тарас Михайлович керує Санкт-Петербурзькою Державною бюджетною професійною освітньою установою «Малоохтинський коледж».

## Сім'я
Одружений. У подружжя народилося три сини — Владислав (1979), Віталій, Микита (2001).

### Книги
- «Футбольный эрудит» (1992);
- «О правилах игры в футбол» (у співавторстві з Анатолієм Кадєтовим, 1995);
- «Противодействие коррупции» (у співавторстві з Наталією Василенко, 2009)[15].

### Статті
- «Формирование готовности учащихся профессионального лицея к антикоррупционному поведению»[16].